# Gorczakowowie
Gorczakow – rosyjski ród szlachecki, wywodzący swoje korzenie od dynastii Rurykowiczów.

## Główni przedstawiciele rodu
- Aleksander Gorczakow (1764-1825), generał rosyjski
- Aleksander Gorczakow (1798-1883), rosyjski polityk i kanclerz
- Aleksiej Gorczakow (1769-1817), generał rosyjski, brat Andrieja
- Andriej Gorczakow (1776-1855), generał rosyjski, brat Aleksieja
- Michaił Gorczakow (1795-1861), generał rosyjski
- Piotr Gorczakow, wojewoda smoleński
- Piotr Gorczakow (1790-1868), generał rosyjski